# Bixad (okręg Satu Mare)
Bixad – wieś w Rumunii, w okręgu Satu Mare, w gminie Bixad. W 2011 roku liczyła 2599 mieszkańców. 